# 艾姆斯比特尔区
艾姆斯比特尔区（Bezirk Eimsbüttel），德国汉堡的一个区。总面积50.0平方公里，总人口25 2340（2013年12月31日）。
艾姆斯比特尔区包含9个街区，Eidelstedt、艾姆斯比特尔（Eimsbüttel）、 Harvestehude、Hoheluft-West、Lokstedt、宁多夫（Niendorf）、 Rotherbaum、Schnelsen、Stellingen。